# ثيفا
ثيفا أو طيبة (باليونانية: Θήβα) مدينة يونانية ومركز لبلدية تقع في وسط البلاد ضمن مقاطعة فيوتيا التي تتبع إدارياً لإقليم ستيريا إلاذا الإداري.

## الموقع، والسكان
تقع المدينة على ارتفاع 215 متر عن مستوى سطح البحر، على الطرف الجنوبي لسهل فيوتيّا (Βοιωτία)، وشمال سلسلة كيثيروناس الجبلية والتي تفصل بين أتيكا وبيوتيا.
تبعد المدينة مسافة 62 كيلومتر من جهة الشمال الغربي عن أثينا، ومسافة 43 كيلومتر إلى الجنوب الشرقي من ليفاذيا عاصمة مقاطعة بيوتيا. تقع المدينة على الطريق الأوربي E962، وأيضاً على مسافة 4 كيلومترات من نقطة اتصاله مع الطريق السريع E75. 
يبلغ عدد سكان المدينة وحدها (22) ألف نسمة (إحصائيات 2001)، بينما يبلغ عدد سكانها مع الأقسام البلدية التابعة لها حوالي (25) ألف نسمة وبذلك تكون أكبر مدينة في مقاطعة فيوتيا من حيث عدد السكان، وتأتي بعدها عاصمة المقاطعة مدينة ليفاذيا والتي تقل عنها بألف نسمة.

## أهميتها في تاريخ وميثولوجيا الإغريق
ترتبط طيبة يشكل كبير بالتاريخ والأدب والأسطورة الإغريقية فهي موطن الإله ديونيسوس، ومكان ولادة البطل الأسطوري هرقل. مؤسسها الأسطوري هو المهاجر الـفينيقي قدموس، أخ أوروبة الشخصية الفينيقية التي أعطت اسمها للقارة الأوربية.
تحدثت عنها العديد من القصص والأشعار والأساطير الإغريقية، وقد نافست هذه الأساطير ماكتب عن طروادة وأثينا، وكانت بأغلبيتها قصص مأساوية عن الموت، الحرب القتل، وعن اختلاط الأمور بسبب القدر والـجنون.
ولد فيها الشاعر بيندار، والقائد العسكري إبامينونداس، ورجل الدولة بيلوبيداس.
ومن أهم الأساطير الإغريقية التي ترتبط بطيبة أسطورة تأسيسها على يد قدموس والتي تتحدث عن زراعته لضرس تنين كان قد صرعه سابقاً في الأرض، هذا الضرس الذي نما وأعطى عدد كبير من الجنود المتعطشين للدماء والذين قاموا بقتل بعضهم بعضاً، حتى بقي منهم خمسة هم أسلاف الطيبين القدماء والذين عرفوا باسم سبارتي (Σπαρτοί) بمعنى المبذورون.
أسطورة ابتكار الحروف الإغريقية من قبل قدموس وتعليمها للـهيلينيين.
أيضاً القصص والأساطير التي تتحدث عن لايوس وسلالته، ومنها قصة اغتصابه لـخريسيبوس (Χρύσιππος) والتي تعد أول تسجيل تاريخي للـمثلية الجنسية، وقصة الملك أوديب ابن لايوس والذي قتل أبيه وتزوج أمه بدون أن يعلم، والذي وضعها سوفوكليس لاحقاً في إطار مسرحي. وأيضاً قصة "حرب السبعة ضد طيبة"، وغيرها من الأحداث المركزية في الميثولوجيا الإغريقية.

## التاريخ

### التاريخ القديم
دلت الحفريات الأثرية المستخرجة من موقع (بيت قدموس) على وجود العديد من الأختام الأسطوانية التي تعود لبلاد الرافدين، والتي تشير إلى ملك حكم ما بين عامي (1381-1354) ق.م. ودلت قطع أخرى مستخرجة من قبور تعود للفترة الميسينية إلى نقوش ذكر فيها اسم المدينة. ولكن من الصعب استخلاص تاريخ محدد ودقيق في هذه الفترة لاختلاط الأسطورة بالحقيقة، ولقلة البقايا الأثرية في طيبة الحالية.
يعتقد أن طيبة كانت أول مدينة مسورة في اليونان القديمة، وقد جذبت الـدوريين والذين غزوها لاحقاً، أصبحت المدينة مكاناً مزدهراً، كبيراً، ومهيمناً على منطقة بيوتيا كلها.

### الفترة الكلاسيكية
كانت المدينة رثيسة الرابطة البيوتية، وهو اتحاد فيدرالي ضعيف بين المدن الـبيوتية، ولكنها ومنذ العام 506 ق.م. بدأت بنزاعها العدائي مع أثينا، عندما ساعدت الأخيرة بلدة بلاتايا (Πλαταιαί) في التحرر من النفوذ الطيبي.

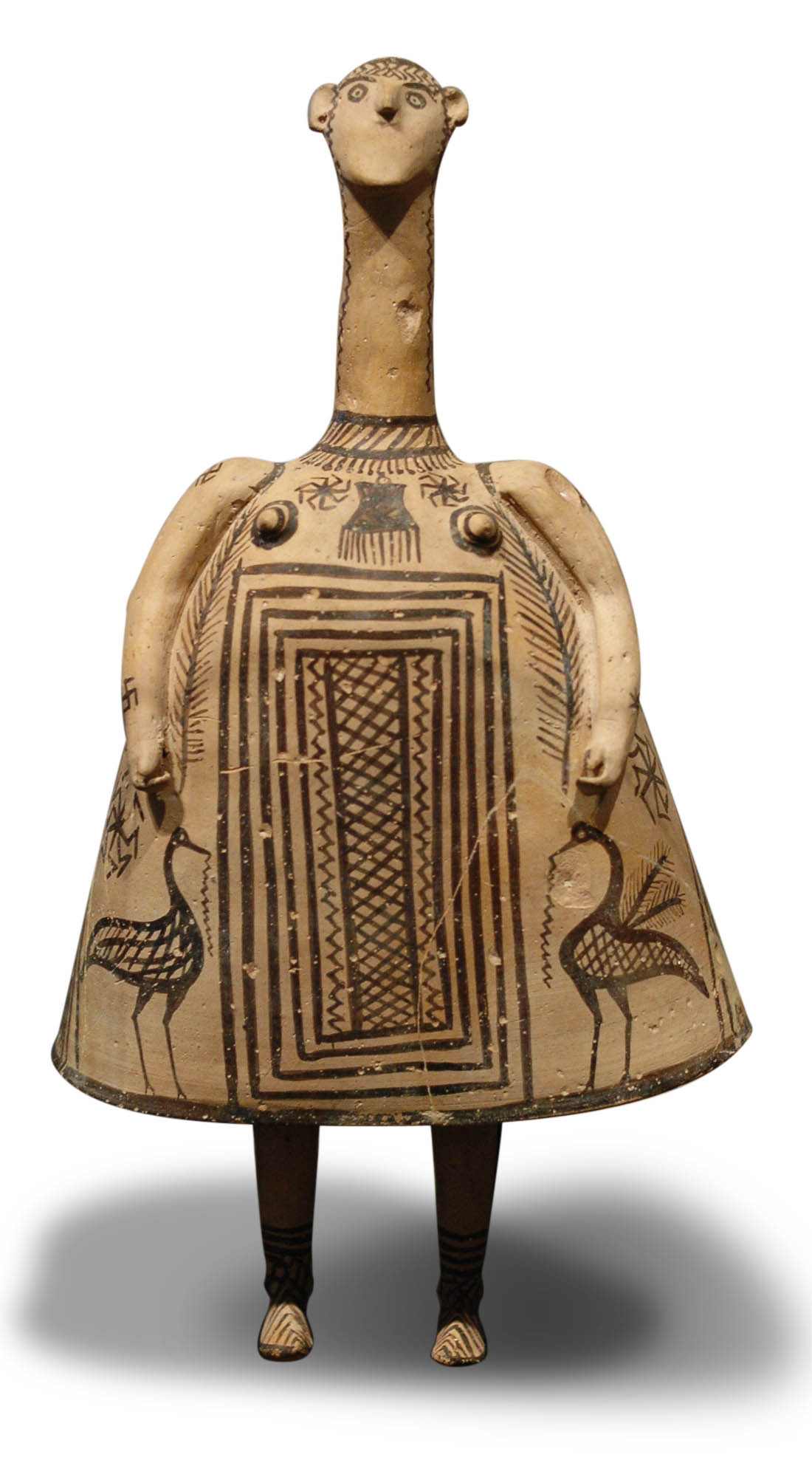
وثن جرسي الشكل من طيبة (موجود في متحف اللوفر)

انضمت الأرستقراطية الحاكمة لطيبة إلى الـفرس أثناء غزوهم لليونان، وحاربوا ضد أبناء وطنهم خلال معركة بلاتيا (479) ق.م. مساندين الملك الفارسي كزركزس الأول. الأمر الذي أدى باليونانيين لاحقاً لمعاقبة المدينة بحرمانها من رئاسة الرابطة البيوتية.
بعد تنامي الصراع بين أثينا وَأسبرطة، قامت الأخيرة بمساعدة ثيفا لتعود كمركز بيوتيا عام (457) ق.م. ولتساعدها على منافسة أثينا، وقد دخلت طيبة فعلياً في الحرب البيلوبونيزية كحليف لأسبرطة ضد أثينا.
بعد نهاية هذه الحرب بانتصار أسبرطة وفي العام (394) ق.م. انضمت المدينة لتحالف يعادي الأخيرة، من أجل إعادة النظام الديمقراطي للمدن الإغريقية، حاربت طيبة أسبرطة في معركتين متتاليتين، ولكن في النهاية كانت نتيجة هذا التحالف كارثية على المدينة عندما احتلتها حامية أسبرطية عام (382) ق.م. ولكن وبعد ذلك بثلاث سنوات استطاع جيش طيبة الذي قاده ودربه كل من إبامينونداس (Επαμινώνδας) وَ بيلوبيداس (Πελοπίδας) الانتصار على الأسبرطيين، وأصبحت طيبة تعتبر بطلة في نظر المدن الإغريقية المستضعفة عندما شلت القوة الأسبرطية بالكامل محررة في طريقها العديد من المدن التي كانت تحت النفوذ الأسبرطي.
بدأت نفوذ طيبة بالتراجع بعد وفاة إبامينونداس، عندما دخلت في نزاع مع مملكة فوكيس المجاورة بين عامي (356-346) ق.م. وقد استنجدت وقتها بـفيليب المقدوني لمساعدتها في حربها ضد فوكيس، ولكن الأخير طمع في احتلال كل وسط اليونان وأتيكا، الأمر الذي دفع ثيفا للتحالف مع أثينا ضد مقدونيا في معركة خيرونيا (338) ق.م. والتي انتهت بانتصار المقدونيين. ثارت المدينة على الحكم المقدوني بعد وفاة فيليب المقدوني عام (336) ق.م. ولكن هذه الثورة تم اخمادها بدون شفقة من قبل الإسكندر المقدوني عبر قتل واستعباد جميع سكانها وإزالة معالمها بالكامل مع ترك المعابد ومنزل الشاعر بيندار فقط بدون تدمير كما كانت تجري عليه العادة في اليونان القديمة.

### الفترة الهلنستية والرومانية
أعاد كاسندر بناء ثيفا عام (316) ق.م. ولكنها ومنذ ذلك الوقت لم تلعب دوراً مهماً في الحياة السياسية اليونانية وخاصة بعد بروز خالكيس كمركز لمنطقة وسط اليونان. احتلها الـرومان عام 146 ق.م. وشهدت خلال هذه الفترة موجة من النزاعات وخاصة عام (86) ق.م. عندما قام الروماني سولا بتفكيكها.
وصفها الجغرافي سترابو بأنها لا تعدو كونها قرية صغيرة، بينما ذكر باوسانياس أن قلعتها المسماة بالـكادميا (بيت قدموس) كانت فقط المسكونة.
غزاها القوط مرتين خلال الـقرن الثالث والـرابع.

### القرون الوسطى والفترة البيزنطية
شهدت المدينة فترة مزدهرة نسبياً عندما أصبحت مقراً دائماً لقائد عسكري بيزنطي (στραταγός) ضمن اليونان البيزنطي وذلك في القرن التاسع ميلادي، ثم ازدهرت فيها تجارة الحرير وأصبحت في الـقرن الثاني عشر أهم مكان لنسج وتجارة الحرير في كل أرجاء الـإمبراطورية البيزنطية، احتلها النورمان عام (1146) م.أدى ذلك إلى إدخال الحرير إلى صقلية ومنها إلى كل أوروبة احتلها الفرنجة خلال الحملة الصليبية الرابعة عام (1204) م.

### الفترة اللاتينية والعثمانية
تراجعت أهمية طيبة بشكل حد بعد ضعف الإمبراطورية البيزنطية وتراجح تجارة وصناعة الحرير فيها، على أية حال كانت ومنذ العام (1205) م. عاصمة لدوقية أثينا تحت حكم عائلة دولا روش، ثم أخذها الـكتلانيون عام (1311) م. أصبحت عام (1327) م. من ممتلكات نافارا.
خلال الفترة العثمانية انهار اقتصاد ثيفا المعتمد على الحرير نهائياً بسبب كثرة الضرائب التي فرضها الأتراك وهجرها أهلها وأصبحت طيبة عبارة عن قرية بائسة، بينما كانت ليفاذيا مركزاً لباشا تركي.
أخرج الـعثمانيين منها بعد انتفاضة استقلال اليونان عام (1821) م.

## المعالم الأساسية
على الرغم من مجد المدينة الأسطوري والتاريخي، لكن الآثار المتبقية من العصور القديمة هي قليلة جداً وهي تقبع تحت المدينة الحالية، وقد كشفت عمليات السبر الأثري، وعمليات البناء العرضي على العديد من اللوحات المنقوشة، والقطع التي تعود للعصر الـميسيني. ومن أهم ما يمكن ملاحظته حالياً:
- بقايا ميغارون (μέγαρον) ميسيني قديم: الميغارون وهو صالة كبيرة مستطيلة تشكل بداية معبد يتوسط المستوطنة في الفترة الميسينية، يعتقد أن هذا الميغارون هو جزء من الـكادميا (Καδμεία) التي وصفها باوسانياس والتي يعود بناؤها للقرن الثالث عشر قبل الميلاد.
- جدران معبد ديميتر ثيسموفوروس (Θεσμοφόρια): ويعود للفترة الكلاسيكية.
- بقايا أغورا ومسرح، وأيضاً بقايا معبد اسمينيون والذي يعود للقرن الرابع قبل الميلاد.
- خرائب بوابات ودفاعات المدينة القديمة: وأكثرها وضوحاً بوابة إليكترا، وطريق أمفيونوس.
- متحف ثيفا الأركيولوجي: وأهم موجوداته هي الألواح الـمسمارية والفريدة من نوعها في اليونان والتي تعكس إلى حد ما الأسطورة التي تربط المدينة بالـفينيقيين، وجد أن هذه الأاواح مكتوبة باللغة الـبابلية والـكاسيتية، ويحتوي المتحف أيضاً على مجموعة مميزة من القطع التي تعود للفترة الميسينية.
- برج القلعة الفرنجية: وهو برج حجري يعود للقرن الثالث عشر.
- كنائس المدينة البيزنطية: وأهمها كنيسة القديسة فوتيني (أغيا فوتيني)، وكنيسة القديسة إيكاتريني (أغيا إيكاتريني) ويوجد تحتها سراديب الموتى، وأيضاً كنيسة القديس لوقا (أغيوس لوكاس) والتي تحتوي ناموس حجري لهذا القديس يعود للـقرن الثالث عشر.

## متفرقات
- أهم نادي كرة قدم في المدينة هو ثيفا أف سي ويلعب في دوري الدرجة الثالثة اليوناني (موسم 2007-2008).
- لا تعتبر المدينة مكاناً للجذب السياحي على الرغم من تاريخها الطويل، وغالياً ما يمر بها السياح بشكل سريع.

## معرض صور

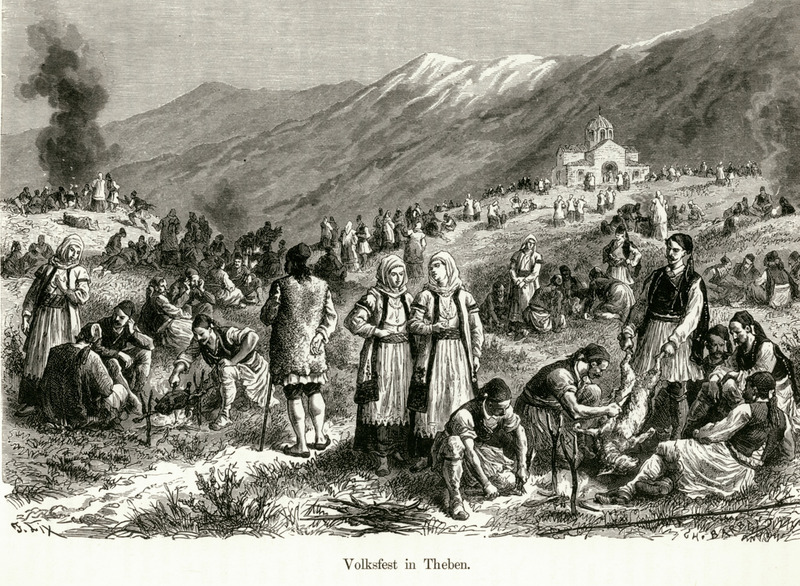
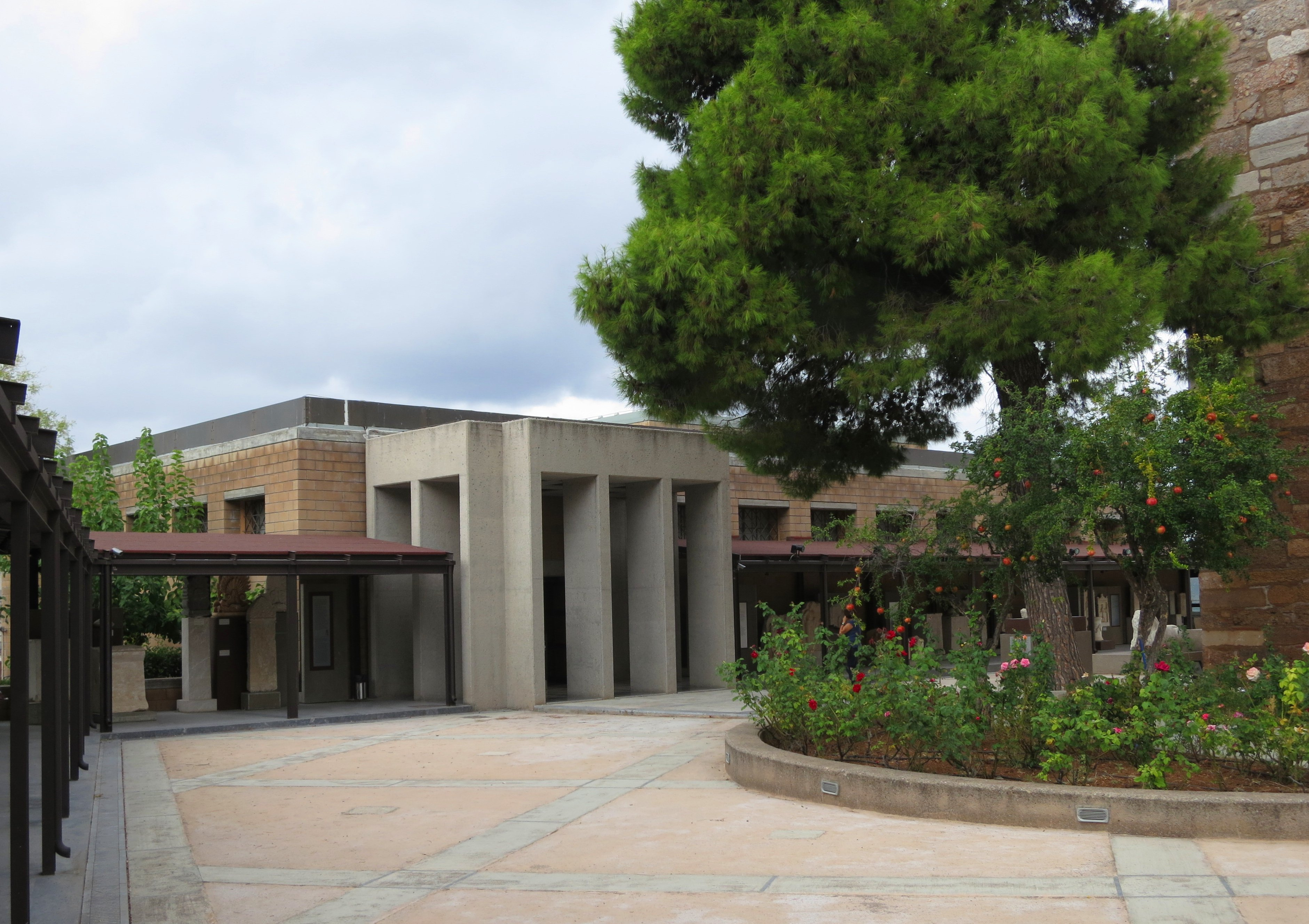
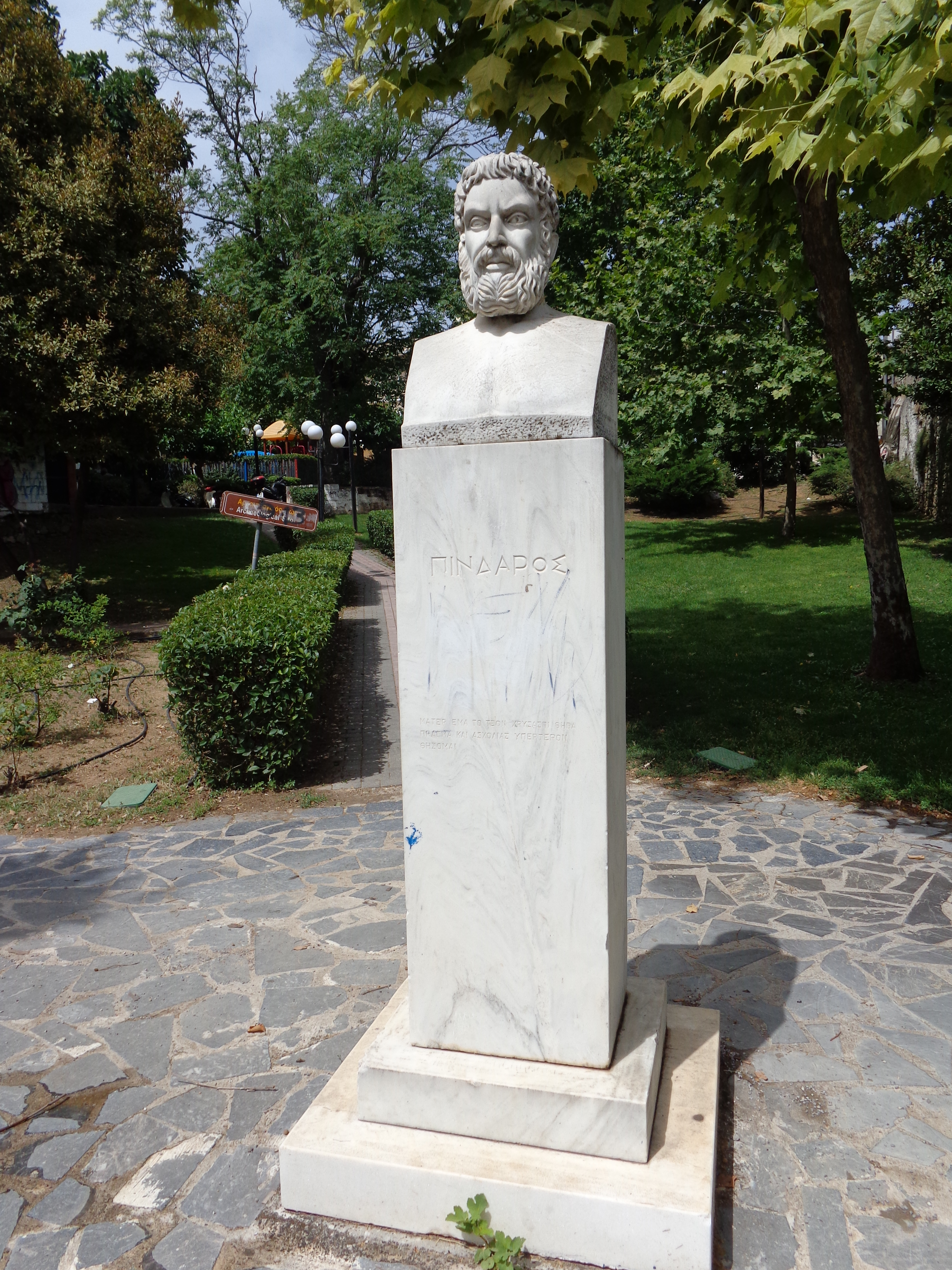
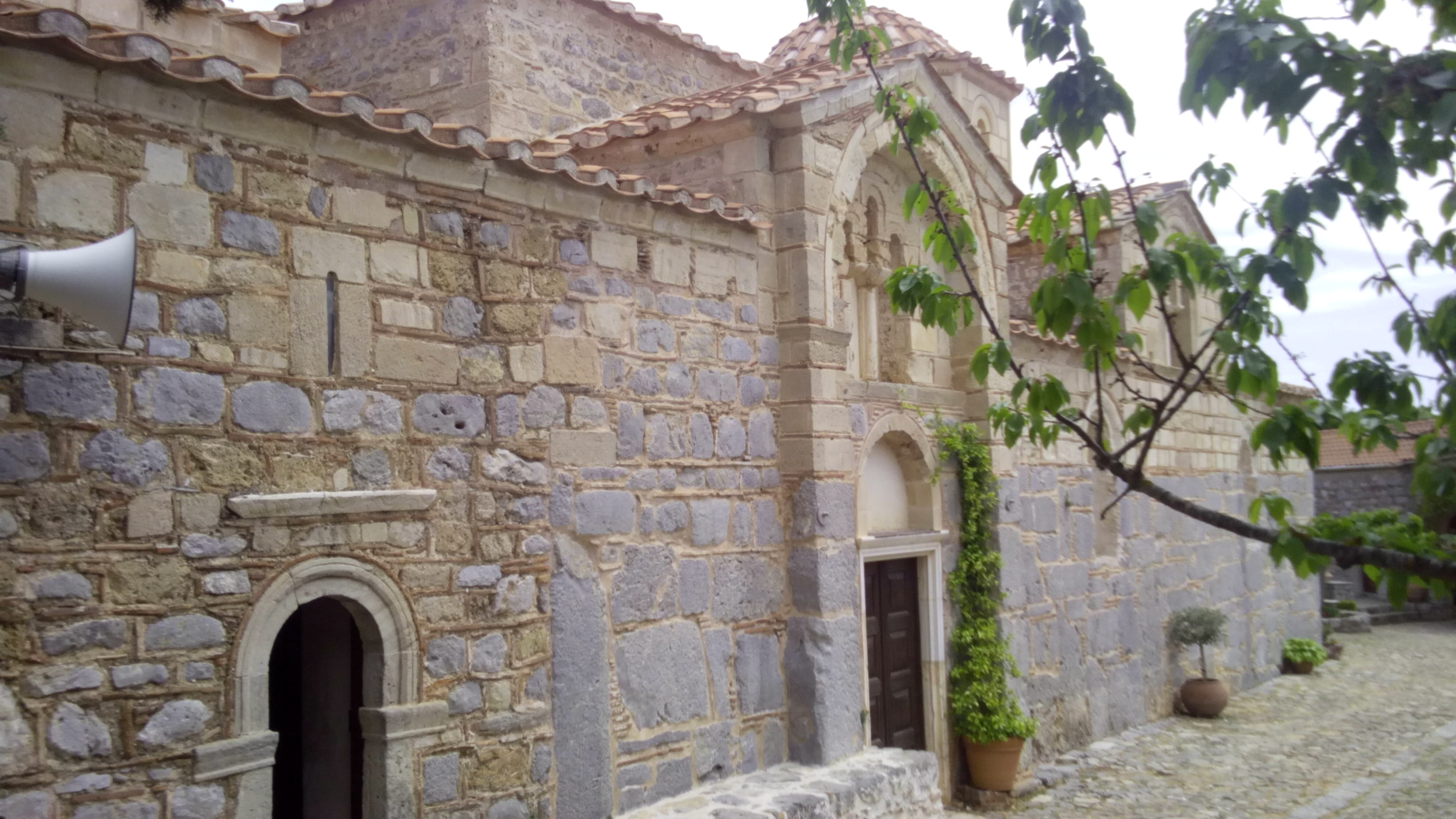
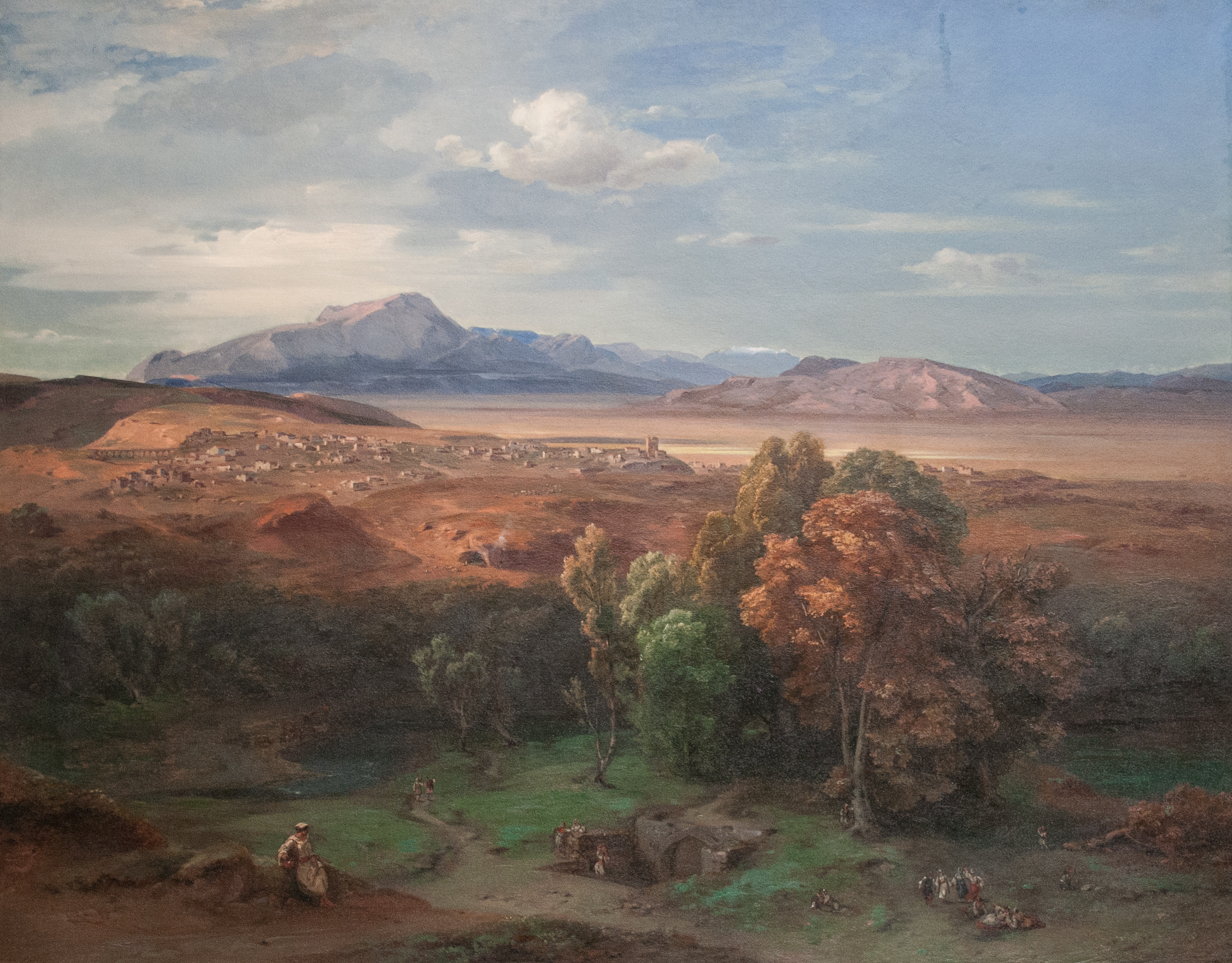

## وصلات خارجية
- موقع يتحدث عن بلدية ثيفا